# Cirrochroa surya
Cirrochroa surya är en fjärilsart som beskrevs av Moore 1878. Cirrochroa surya ingår i släktet Cirrochroa och familjen praktfjärilar. Inga underarter finns listade i Catalogue of Life.

## Bildgalleri

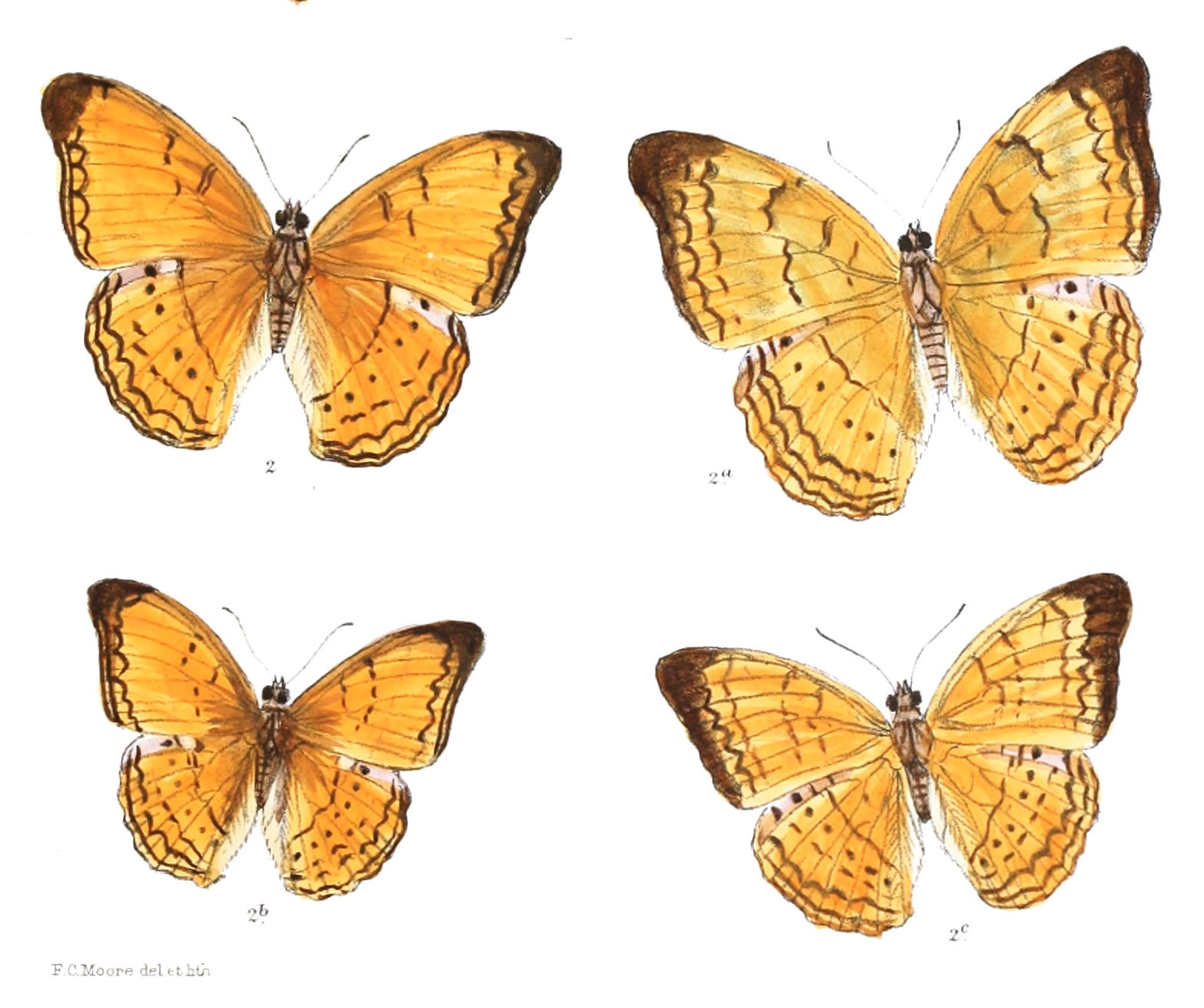
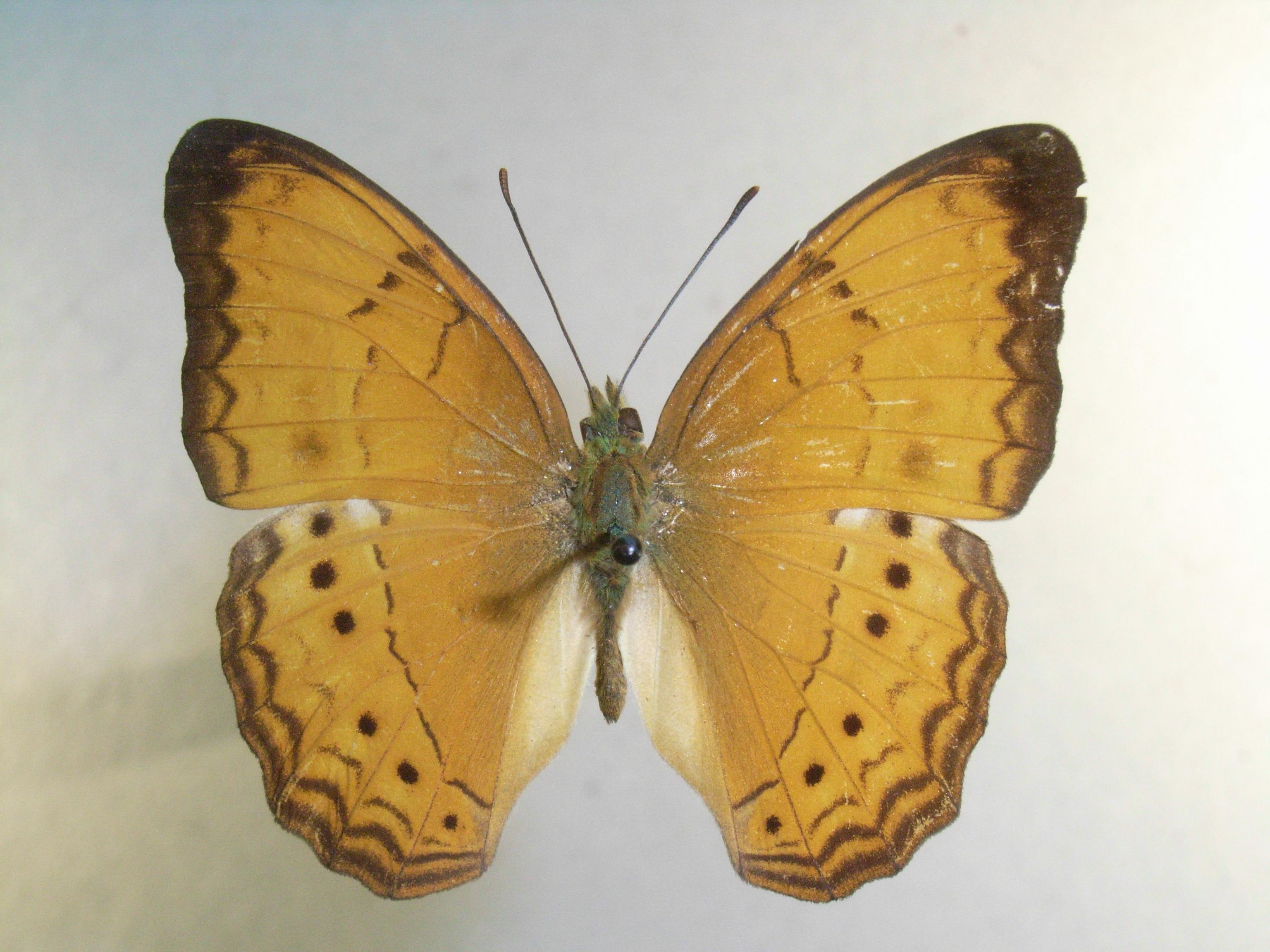